# Gabriella del Liechtenstein
Gabriella del Liechtenstein (nome completo in tedesco Maria Gabriele Anna Alexia; Vienna, 12 o 17 luglio 1692 – Brno, 7 o 8 novembre 1713) è stata una principessa austriaca.

## Biografia
La principessa Gabriella nacque nel 1692 a Vienna, settimogenita di Giovanni Adamo I e della contessa Erdmunda. 
Ricevette lezioni di danza sin da giovanissima e alla morte del padre ereditò le proprietà di Sternberg e Aussee.
Corteggiata dal conte Franz Georg von Schönborn, il 1⁰ dicembre 1712 sposò nella cappella dell'Hofburg il principe Giuseppe Giovanni Adamo. La madre di Gabriella ebbe un ruolo decisivo nella pianificazione di questo matrimonio, volto ad attenuare la tensione tra gli eredi del defunto marito.
Morì quasi un anno dopo a Brno per complicazioni legate al parto.
Venne tumulata nella cripta della chiesa della Natività della Vergine Maria a Vranov, ma la sua tomba è considerata perduta.

## Discendenza
Gabriella del Liechtenstein e Giuseppe Giovanni Adamo del Liechtenstein ebbero un figlio:
- Principe Carlo Antonio (6/18 ottobre 1713 - 25 marzo 1715).

## Ascendenza
|                                               |                               |                                                  | Genitori                                         |  |  | Nonni |  |  | Bisnonni                  |  |  | Trisnonni                     |  |
|                                               |                               |                                                  |                                                  |  |  |       |  |  | Carlo I del Liechtenstein |  |  | Hartmann II del Liechtenstein |  |
|                                               |                               |                                                  |                                                  |  |  |       |  |  | Carlo I del Liechtenstein |  |  | Hartmann II del Liechtenstein |  |
|                                               |                               | Anna Maria di Ortenburg                          |                                                  |  |  |       |  |  | Carlo I del Liechtenstein |  |  |                               |  |
| Carlo Eusebio del Liechtenstein               |                               |                                                  |                                                  |  |  |       |  |  | Carlo I del Liechtenstein |  |  |                               |  |
|                                               |                               | Anna Maria Šemberová von Boskovic und Černá Hora | Jan Šembera z Boskovic                           |  |  |       |  |  |                           |  |  |                               |  |
|                                               |                               | Anna Maria Šemberová von Boskovic und Černá Hora | Jan Šembera z Boskovic                           |  |  |       |  |  |                           |  |  |                               |  |
|                                               |                               | Anna Maria Šemberová von Boskovic und Černá Hora | Anna Kragjrz z Kraigk                            |  |  |       |  |  |                           |  |  |                               |  |
| Giovanni Adamo I del Liechtenstein            |                               | Anna Maria Šemberová von Boskovic und Černá Hora |                                                  |  |  |       |  |  |                           |  |  |                               |  |
|                                               |                               | Massimiliano di Dietrichstein                    | Sigismondo II di Dietrichstein                   |  |  |       |  |  |                           |  |  |                               |  |
|                                               |                               | Massimiliano di Dietrichstein                    | Sigismondo II di Dietrichstein                   |  |  |       |  |  |                           |  |  |                               |  |
|                                               |                               | Massimiliano di Dietrichstein                    | Giovanna della Scala                             |  |  |       |  |  |                           |  |  |                               |  |
| Giovanna Beatrice di Dietrichstein-Nikolsburg |                               | Massimiliano di Dietrichstein                    |                                                  |  |  |       |  |  |                           |  |  |                               |  |
|                                               |                               | Anna Maria del Liechtenstein                     | Carlo I del Liechtenstein                        |  |  |       |  |  |                           |  |  |                               |  |
|                                               |                               | Anna Maria del Liechtenstein                     | Carlo I del Liechtenstein                        |  |  |       |  |  |                           |  |  |                               |  |
|                                               |                               | Anna Maria del Liechtenstein                     | Anna Maria Šemberová von Boskovic und Černá Hora |  |  |       |  |  |                           |  |  |                               |  |
| Gabriella del Liechtenstein                   |                               | Anna Maria del Liechtenstein                     |                                                  |  |  |       |  |  |                           |  |  |                               |  |
|                                               | Massimiliano di Dietrichstein | Sigismondo II di Dietrichstein                   |                                                  |  |  |       |  |  |                           |  |  |                               |  |
|                                               | Massimiliano di Dietrichstein | Sigismondo II di Dietrichstein                   |                                                  |  |  |       |  |  |                           |  |  |                               |  |
|                                               | Massimiliano di Dietrichstein | Giovanna della Scala                             |                                                  |  |  |       |  |  |                           |  |  |                               |  |
| Ferdinando Giuseppe di Dietrichstein          | Massimiliano di Dietrichstein |                                                  |                                                  |  |  |       |  |  |                           |  |  |                               |  |
|                                               |                               | Anna Maria del Liechtenstein                     | Carlo I del Liechtenstein                        |  |  |       |  |  |                           |  |  |                               |  |
|                                               |                               | Anna Maria del Liechtenstein                     | Carlo I del Liechtenstein                        |  |  |       |  |  |                           |  |  |                               |  |
|                                               |                               | Anna Maria del Liechtenstein                     | Anna Maria Šemberová von Boskovic und Černá Hora |  |  |       |  |  |                           |  |  |                               |  |
| Erdmuthe di Dietrichstein-Nikolsburg          |                               | Anna Maria del Liechtenstein                     |                                                  |  |  |       |  |  |                           |  |  |                               |  |
|                                               |                               | Giovanni Antonio I di Eggenberg                  | Giovanni Ulrico di Eggenberg                     |  |  |       |  |  |                           |  |  |                               |  |
|                                               |                               | Giovanni Antonio I di Eggenberg                  | Giovanni Ulrico di Eggenberg                     |  |  |       |  |  |                           |  |  |                               |  |
|                                               |                               | Giovanni Antonio I di Eggenberg                  | Maria Sidonia von Thannhausen                    |  |  |       |  |  |                           |  |  |                               |  |
| Maria Elisabetta di Eggenberg                 |                               | Giovanni Antonio I di Eggenberg                  |                                                  |  |  |       |  |  |                           |  |  |                               |  |
|                                               |                               | Anna Maria di Brandenburgo-Bayreuth              | Cristiano di Brandeburgo-Bayreuth                |  |  |       |  |  |                           |  |  |                               |  |
|                                               |                               | Anna Maria di Brandenburgo-Bayreuth              | Cristiano di Brandeburgo-Bayreuth                |  |  |       |  |  |                           |  |  |                               |  |
|                                               |                               | Anna Maria di Brandenburgo-Bayreuth              | Maria di Hohenzollern                            |  |  |       |  |  |                           |  |  |                               |  |
|                                               |                               | Anna Maria di Brandenburgo-Bayreuth              |                                                  |  |  |       |  |  |                           |  |  |                               |  |